# Orbeopsis knobelii
Orbeopsis knobelii là một loài thực vật có hoa trong họ La bố ma. Loài này được (PHILLIPS) L.C. Leach mô tả khoa học đầu tiên năm 1978.